# Begizko
Begizko est le mauvais œil du folklore basque que certains individus projettent avec leur regard mystérieux et qui peut nuire aux personnes, aux animaux et aux choses dans leur champ de vision.

## Étymologie
Begizko signifie littéralement de l'œil en basque. Il faut comprendre ici "mauvais œil".
Le suffixe ko indique le futur des verbes ou adverbes etorriko da (Il viendra) ou le lieu d'origine begizko (De l'œil).

## Description
Au Pays basque, la croyance populaire veut que des individus soient capables d'émettre par leur regard une énergie mystérieuse (adur en basque) pouvant porter préjudice à des personnes, des animaux et des choses se trouvant dans leur champ de vision. Ce pouvoir de lancer le betadur (la force magique) peut être exercé par des personnes qui ne l'ont pas voulu, qui ne veulent pas l'utiliser. D'ailleurs, parfois, elles-mêmes ne savent pas qu'elles le possèdent.
Le kutun (amulette en basque) est l'un des moyens de se préserver du mauvais œil. Il se présente sous la forme d'un petit sac carré, en toile, qui contient une petite feuille de papier où sont écrites des phrases des évangiles. On le porte suspendu à une cordelette. 
- Au début du siècle, dans les villages du Goiherri (Gipuzkoa), des amulettes semblables qui contenaient un petit ruban de plusieurs couleurs, en général rouge et jaune, étaient utilisées[3].
- À Ataun, le cordon ombilical est utilisé enveloppé dans de la toile en guise d'amulette contre le mauvais œil dont peuvent être victimes les nouveau-nés[3].
- À Zegama, l'amulette contre le mauvais œil se compose de laurier, d'absinthe, d'olive, de romarin, de rue famille des rutacés rutaceae (plante vivace des régions méditerranéennes à fleurs jaunes malodorantes), de charbon, de cendre et de céleri. Pour un nouveau-né, on y ajoutait le cordon ombilical[4].
- À Biasteri/Laguardia, les enfants portent une clochette en argent[4].
- À Ataun la coutume voulait que l'on mette des peaux de blaireau sur les cous des bœufs qui, attelés au joug, devaient être exposés en public. C'était le cas par exemple dans les chars de noces, lors d'une foire, etc. La peau du blaireau était considérée comme un moyen de préservation très efficace contre le begizko[3].
- À Orozko, on jette sur le bétail une herbe appelé begibelar, quand on craint qu'il puisse être regardé par une personne n'inspirant pas confiance[4].
- Dans la région de Markina on croit pouvoir protéger une vache contre le mauvais œil en faisant trois fois le tour de son cou avec une corde, ou en faisant des trous dans ses cornes et en y coulant de la cire[4].
- Toujours à Markina, pour guérir un enfant victime du mauvais œil on lui mettait une chemise de son père.
- À Lekeitio, quand un enfant avait été frappé par le mauvais œil on lui faisait boire l'eau avec laquelle la famille se lavait les mains. On croyait ainsi le guérir[4].
- Dans la région de Gernika, on crachait sur les animaux pour éviter les effets du mauvais œil, la salive les protégeant[4].
- Enfin, afin d'éviter que le mauvais œil ne s'exerce sur un champ cultivé il faut y placer un crâne de chien ou de chat.

## Malédiction versus le mauvais œil
Anton Erkoreka, dans son travail, distingue la malédiction du mauvais œil. Contrairement au Begizko, celui qui maudit ou jette un sort veut sciemment nuire à un ou à un tiers, à sa famille ou à ses biens. bien. Tant le dommage que le bien auquel il se rapporte varient selon les causes de la discussion, les circonstances personnelles, etc. mais dans un nombre significatif de cas ils se réfèrent à des maladies ou à sa propre santé. Les formules sont multiples, par exemple, le curseur peut dire à l'autre :
Hau pasako zaizu (Cela va vous arriver !) précisant les dégâts. Ou : Ez duzu gozatuko hori zeuk ! (Vous n'allez pas apprécier ça vous !). La personne à qui la malédiction a été lancée ou qui croit qu'on lui lance, a également une série de formules avec lesquelles elle peut se défendre et essayer de retourner le mal. Par exemple : Zeuretzako hori ! (C'est pour vous !) ou Diozuna zeuretzako izan dadila ! (quoi que vous disiez, que ce soit pour vous !) ou même des phrases plus élaborées comme Zeure ahotik ateratzen dena, zeuretzako ! (ce qui sort de ta bouche, que ce soit pour toi !).

## Prières et conjurations
Parmi ces sorts pouvant être jetés, il y avait un type particulièrement difficile à guérir. Le plus sûr dans ces cas était de faire venir le jeteur de sort afin qu'il envoie à trois reprises de la salive sur la personne ou l'animal atteint, en invoquant en même temps le saint patron adéquat :
1. Pour une personne ou une abeille (erle en basque) : Jainkoak bedeinka deijela (que Dieu la bénisse).
2. Pour un cochon, cheval ou vache : San Antoniok bedeinka deijela (que Saint Antoine le bénisse).
3. Pour une brebis, poule : San Joanek bedeinka deijela (que Saint Jean le bénisse).
4. Pour une chèvre : Samartiñek bedeinka deijela (que Saint Martin le bénisse).
5. Pour un chien : San Lazarok bedeinka deijela (que Saint Lazare le bénisse).

## Sources et bibliographie
- Anuntxi Arana (trad. Edurne Alegria), De la mythologie basque : gentils et chrétiens [« Euskal mitologiaz : jentilak eta kristauak »], Donostia, Elkar, 2010, 119 p. (ISBN 9788497838214 et 8497838211, OCLC 698439519)
- José Miguel Barandiaran (trad. Olivier de Marliave, préf. Jean Haritschelhar, photogr. Claude Labat), Mythologie basque [« Mitología vasca »], Toulouse, E.S.P.E.R, coll. « Annales Pyrénéennes », 1989, 120 p. [détail des éditions] (ISBN 2907211056 et 9782907211055, OCLC 489680103)